# Dosjed
Dosjed je odnos dvaju oblikovanih strojnih elemenata (npr. provrt i osovina, utor i pero, itd.), koji imaju jednake nazivne mjere. Pri tom je jedan element određen unutrašnjom nazivnom mjerom (provrt) i uvijek okružuje drugi, koji je određen istom nazivnom mjerom (osovina). Oba dosjedna dijela imaju svoje mjerne tolerancije. Ovisno o izabranim tolerancijama, spregnuti dijelovi dosjedaju jedan u drugoga sa zračnošću ili s preklopom. Zračnost (razmak) nastaje kada je stvarna mjera osovine manja od stvarne mjere provrta. To je pozitivna razlika između mjere provrta i mjere osovine. Preklop nastaje kad je razlika između mjera negativna (promjer osovine veći od promjera provrta).

## Vrste dosjeda

### Labavi dosjed
Između sastavljenih dijelova je uvijek zračnost. To se osigurava odgovarajućim izborom položaja tolerancijskih polja, pri čemu je uvijek gornja granična mjera osovine manja od donje granične mjere provrta.
To je dozvoljeno odstupanje

### Čvrsti dosjed
Između sastavljenih dijelova je stalno preklop. To se osigurava takvim izborom položaja tolerancijskih polja, kod kojeg je donja granična mjera osovine uvijek veća od gornje granične mjere provrta. Takve dijelove moguće je sklapati samo uz pomoć uzdužne sile, ili grijanjem dijela s unutrašnjom mjerom - kako bi se ova privremeno proširila, odnosno hlađenjem dijela s vanjskom mjerom - kako bi se ova privremeno smanjila.

### Prijelazni dosjed
Između spojenih dijelova može nastati zračnost ili preklop. To se postiže izborom položaja i kvaliteta tolerancijskih polja, tako da se tolerancijska polja u cijelosti ili djelomično prekrivaju. Dakle, dosjed može bit čvrst ili labav, ovisno o stvarnim mjerama osovine i provrta. Sastavljanje dijelova s prijelaznim dosjedom je izvedivo ručno, ali i upotrebom uzdužne sile.

## Izbor tolerancija dosjeda
Pri izboru tolerancija dosjeda, u pravilu je tolerancija osovine uvijek za jednu kvalitetu bolja (manja), od one koju ima provrt. Iz ekonomskih razloga je preporučljivo, da se za postizanje različitih dosjeda tolerancije ne izabiru proizvoljno, nego upotrebom sustava dosjeda. Po ISO razlikuju se dva sustava dosjeda:
- sustav jedinstvenog provrta,
- sustav jedinstvene osovine.

### Sustav jedinstvenog provrta
U ovom sustavu svi promjeri provrta imaju jednak položaj tolerancijskog polja "H", bez obzira na vrstu dosjeda. Tolerancijsko polje "H" nalazi se iznad nul-linije. Najmanja mjera provrta je uvijek jednaka nazivnoj mjeri (Dmin = Di), pa je donje odstupanje uvijek jednako nuli (EI = 0), a gornje odstupanje je jednako toleranciji. Tolerancijsko polje, tj. položaj i kvalitetu tolerancije osovine bira se obzirom na vrstu dosjeda kojeg se želi ostvariti (npr. H7/r6 – čvrsti dosjed, H7/j6 – prijelazni, H7/f6 – labavi dosjed).

### Sustav jedinstvene osovine
U ovom sustavu svi promjeri osovine imaju jednak položaj tolerancijskog polja "h", bez obzira na vrstu dosjeda. Tolerancijsko polje "h" leži ispod nul-linije. Najveća mjera osovine je uvijek jednaka nazivnoj mjeri (dmax = di), tako da je gornje odstupanje uvijek jednako nuli (es = 0), a donje odstupanje je jednako toleranciji (ei = Td). Tolerancijsko polje, tj. položaj i kvaliteta tolerancije provrta izabire se obzirom na vrstu dosjeda kojeg se želi postići (npr. S7/h6 – čvrsti, J7/h6 – prijelazni, G7/h6 – labavi dosjed).
U općoj strojogradnji u pravilu se upotrebljava sustav jedinstvenog provrta, jer se lakše i točnije postižu željene mjere osovine.
U ISO sistemu dosjedi su razvrstani u 3 grupe po redu prvenstva. U pravilu je potrebno uvijek primjenjivati dosjede iz 1. prioritetne grupe. Ako se potrebnu veličinu zračnosti ili preklopa određuje analitički, može se birati dosjede i iz 2. grupe, a samo iznimno iz 3. prioritetne grupe.
Pri izboru tolerancija i dosjeda potrebno je uzimati u obzir i temperaturu strojnih dijelova. Sve tolerancije propisane u ISO sustavu se odnose na sobnu temperaturu materijala strojnih dijelova, tj. na 20 °C. Pri toj temperaturi moraju imati izrađeni dijelovi i mjerni uređaji mjere u skladu s propisanim vrijednostima. Većina strojnih dijelova je u radu pri nižim ili višim temperaturama, pri čemu se zbog toplinskog istezanja njihove mjere mijenjaju. Ako dijelovi imaju istu temperaturu i rađeni su od istog materijala, promjena temperature nema utjecaja na dosjed. Ako nije tako, dolazi do promjene zračnosti, odnosno preklopa pri radnoj temperaturi u odnosu na izmjerene vrijednosti na sobnoj temperaturi.